# Enrique Lacasa

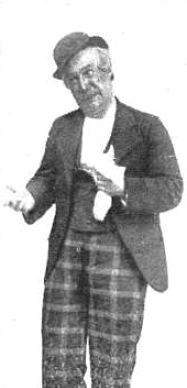
Lacasa en 1912 durante la representación de El paragüero

Enrique Lacasa (Sevilla, 1870 - Córdoba, 17 de diciembre de 1932) fue un actor y director de zarzuela.

## Biografía
Comenzó en la escena con 14 años en el teatro Recoletos en 1884 con Una doncella de encargo, consiguiendo su primer gran éxito con ¡Como está la sociedad!. 
Tuvo compañía de teatro a principios del siglo XX y en 1900 se encontraba trabajando en la compañía Güell del teatro Gran vía de Barcelona.
Por motivos familiares decide instalarse en Cuba durante un tiempo abandonando la escena hasta que con su hija vuelve a España decididamente trabajando en la cinematografía. Falleció mientras rodaba la zarzuela Carceleras. Fue padrino de Miguel Ligero Rodríguez.

## Estrenos y éxitos
Las grandes figuras obra cómico-política 1885, Melones y calabazas 1885,El alcalde interino 1886,Los inútiles revista, La tertulia de Mateo, La villa de Madrid y Libertad de cultos en 1887, Nina, El milano de Aspí, Quedarse in albis, Mateito, Apuntes al natural, Las doce y media y sereno,El gorro frigio, Casa editorial, Ortografía, El himno de Riego, Thanhauser cesante, Liquidación general y habanos y filipinos y cerca de otras noventa obras. Tras actuar en Bilbao en 1904 tuvo compañía lírica. Todavía en 1907 actuaba con cierto éxito en Santander con las obras Ninon, Amor en solfa y estrenando El sueño de la princesa. Las obras La viejecita y Pepe Romero son dos obras en las que destacó y que llevaba en su repertorio pese a no tener una gran voz, ya que era más actor que cantante.